# Майков, Николай Аполлонович
Никола́й Аполло́нович Ма́йков (1794—1873) — русский исторический и портретный живописец, последователь «романтического академизма», заметная фигура среди петербургских художников николаевской эпохи, автор мемуаров; сын поэта и государственного деятеля Аполлона Александровича Майкова, отец литераторов братьев Аполлона, Валериана, Владимира и Леонида Майковых. Академик Императорской Академии художеств (с 1835).

## Биография
Сын дворянина Аполлона Александровича Майкова (1761—1838), некогда служившего директором Императорских театров, и Наталии Ивановны Серебряковой (1768—1832). С 1801 года воспитывался в Санкт-Петербургском 2-м кадетском корпусе, но не успел окончить курс этого заведения, когда вспыхнула Отечественная война 1812 года. Подобно многим из своих товарищей, он был по этому случаю преждевременно выпущен офицером в действующую армию и попал в корпус Багратиона. На Бородинском поле неприятельская пуля пробила ему ногу навылет. Это несчастие послужило причиной его обращения к искусству: он был уволен, для излечения, в ярославское поместье своего отца и там стал самоучкою упражняться в рисовании, которым не перестал заниматься и по возвращении своём, после выздоровления, в армию, преследовавшую Наполеона. Вместе с ней он прошёл Польшу, Германию и Францию, до Парижа, повсюду — в городах, в походе, на стоянках и бивуаках рисуя этюды, портреты сослуживцев, военные сцены и пр.
В Париже впервые взялся за масляные краски и мечтал отправиться для своего художественного образования в Италию, но, повинуясь отцовской воле, возвратился в Россию, вышел в отставку с чином майора и поселился в Москве.
Усовершенствовавшись здесь в живописи копированием картин знаменитых мастеров и этюдами с натуры, перебрался на жительство в Санкт-Петербург, где вскоре обратил на себя внимание любителей искусства и приобрёл благоволение императора Николая I.
По поручению Николая I Майков написал ряд образов для церкви Святой Троицы, что в Измайловском полку. За живопись этого храма Николай I повелел удостоить Майкова званием академика Императорской Академии художеств (1835).
Другой, ещё более важный высочайший заказ, полученный Майковым, составляли образа для малых иконостасов Исаакиевского собора, над исполнением которых он трудился около 10 лет (впоследствии они были признаны неудобными для воспроизведения мозаикой и заменены оригиналами других художников, отчасти переделанными из композиций Майкова).
Занимаясь работами для двух названных храмов и для других церквей в Петербурге, в Москве и в провинции (иконы «Сошествие Св. Духа», «Богоявление» и «Поклонение волхвов» для малой церкви Зимнего дворца, «Моление о чаше» для подмосковного имения С. В. Панина, иконостасы для церквей св. Николая Чудотворца и св. Владимира в Севастополе и т. д.), Майков посвящал свои досуги исполнению картин на излюбленные им темы — изображения женских голов и нагих красавиц. Как на образец его произведений в этом роде можно указать на «Отдыхающую купальщицу» в Елагинском дворце, в Санкт-Петербурге. Наконец, следует упомянуть о плафонах и медальонах, которыми он украсил залы в роскошном доме княгини Юсуповой на Литейном проспекте. Сочинение и рисунок Майкова свидетельствуют о том, что он не прошёл серьёзной художественной школы, но колорит его не лишён силы, гармоничен и отличается если не жизненностью, то изящным правдоподобием; в копиях же своих с хороших мастеров он является живописцем добросовестным и более искусным.
Умер 23 августа 1873 года в Петербурге; похоронен на кладбище Новодевичьего монастыря (Средняя часть, между дорожками 5 и 6, уч. 48).

## Галерея

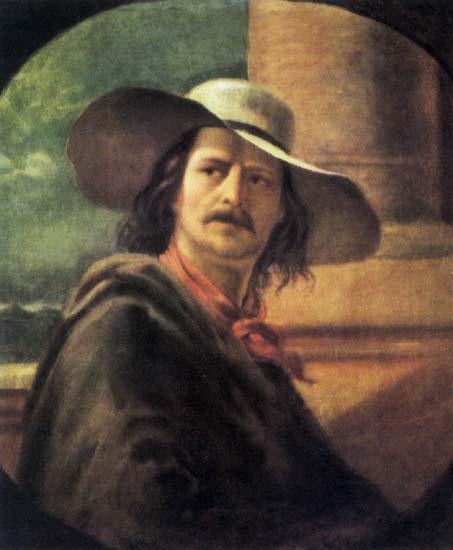
Автопортрет
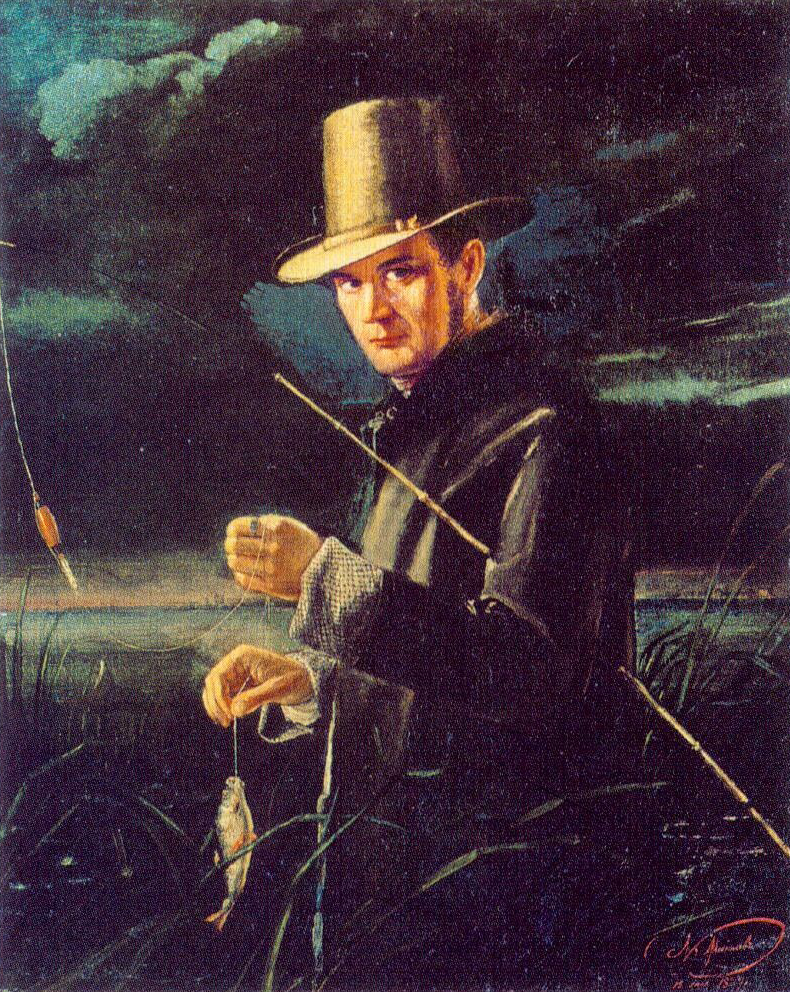
Портрет Владимира Солоницына
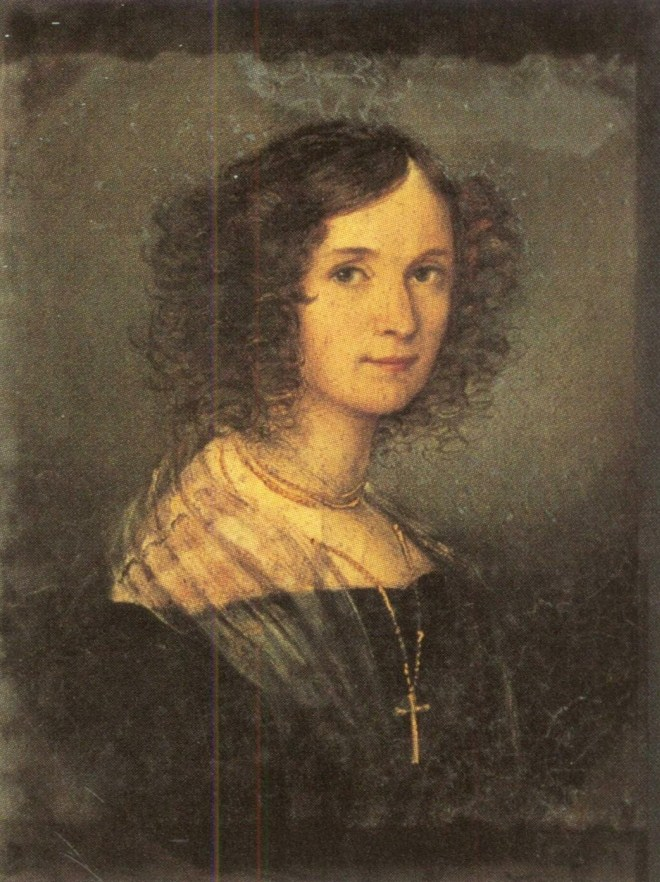
Портрет Анны Майковой
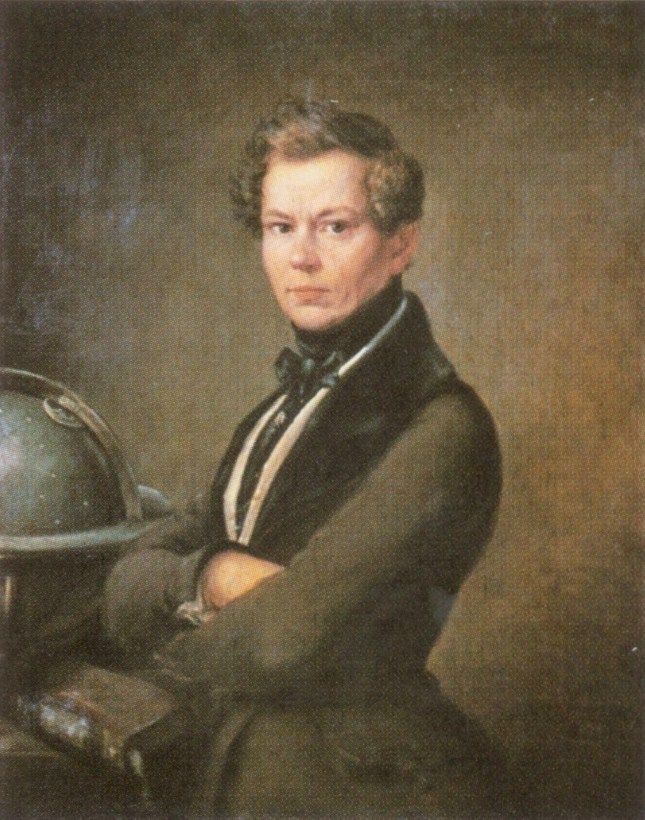
Портрет астронома
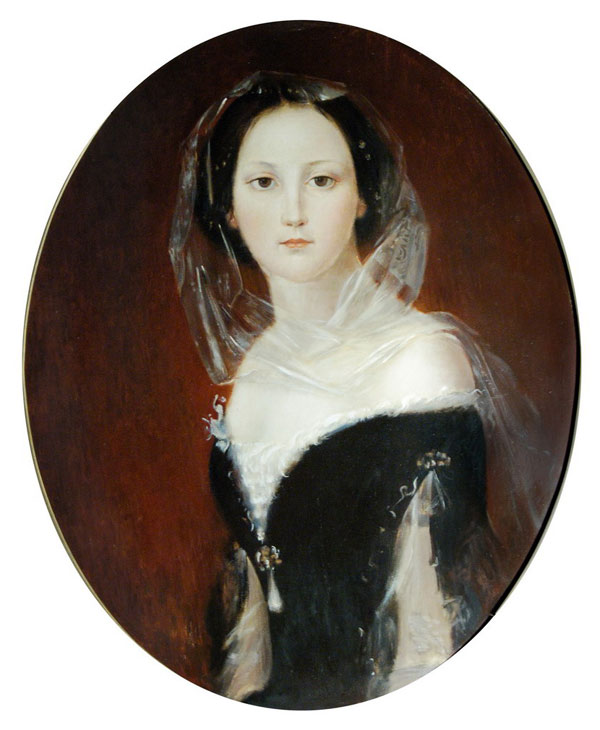
Портрет Елизаветы Толстой
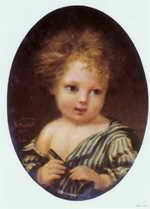
Портрет сына Леонида
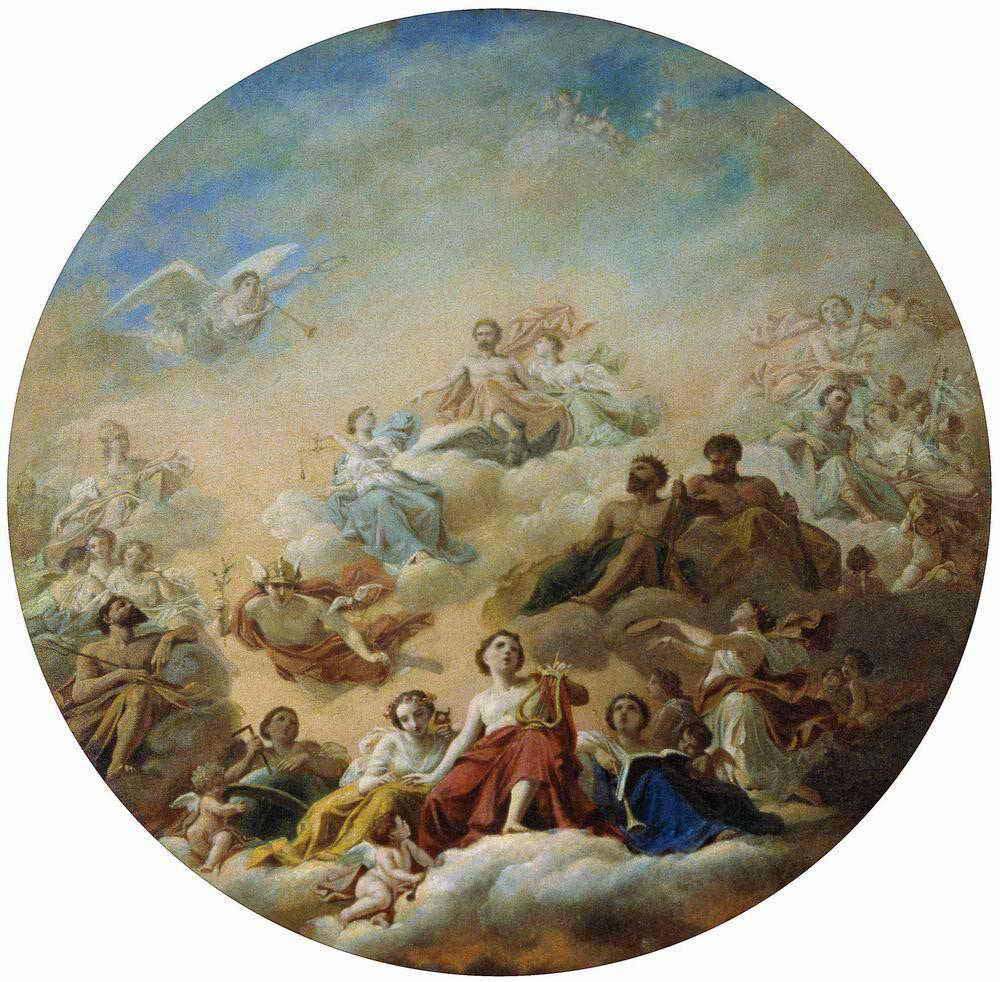
«Олимп»

## Семья
Жена (с 30 июля 1820 года) — Евгения Петровна Гусятникова (1803—1880). В браке имел пятерых сыновей; за исключением Николая (1831–1833), все они дожили до взрослых лет и получили самостоятельную известность: 
- Аполлон (1821—1897), поэт, член-корреспондент Академии наук, тайный советник;
- Валериан (1823—1847), литературный критик;
- Владимир (1826—1885), детский писатель и переводчик;
- Леонид (1839—1900), литературовед, действительный член и вице-президент Академии наук, тайный советник.

### Дополнительная
- Володина Н. В. Майковы / Н. В. Володина. — СПб. : Наука, 2003. — 339, [3] с., [16] л. ил., портр. — (Преданья русского семейства / Отв. ред. В. А. Котельников). — 2000 экз. — ISBN 5-02-026847-X.
- Голдовский Г. Н. и др. Романтизм в России : [Кат.] : К 100-летию Гос. Рус. музея, 1898–1998 / [Авт.-сост.: Г. Голдовский и др. ; Вступ. ст. Евгения Петрова]. — СПб. : Palace Editions, 1995. — С. 147–148, 441. — 452 с. : ил., цв. ил. — ISBN 5-900872-13-0. — ISBN 3-930775-10-7. — OCLC 41237108.
- Коновалов Э. Г. Словарь русских художников : новый полный биографический : [дополненный и переработанный] / Э. Г. Коновалов. — М. : Эксмо, 2012. — С. 353. — 618, [1] с. — 2000 экз. — ISBN 978-5-699-53614-6. — OCLC 926878270.
- Петинова Е. Ф. Майков Николай Аполлонович / Е. П. // Русские живописцы XVIII–XIX века : биографический словарь / сост. Е. Ф. Петинова. — СПб. : Азбука-Классика, 2008. — С. 387–388. — 768 с. : ил. — 10 000 экз. — ISBN 978-5-91181-923-1. — OCLC 261199709.